# Honoré Flaugergues
Pierre-Gilles-Antoine-Honoré Flaugergues (16 tháng 5 năm 1755 tại Viviers, Ardèche - 26 tháng 11 năm 1835 hoặc 20 tháng 11 năm 1830), thường được gọi là Honoré Flaugergues, là một nhà thiên văn học và quan tòa người Pháp. Ông được biết đến nhiều khi phát hiện ra Sao chổi lớn năm 1811.

## Tiểu sử
Flaugergues sinh ra ở Viviers, là con trai của thẩm phán Antoine-Dominique Flaugergues, có gốc gác gia đình từ Rouergue. Mẹ ông là Jean-Marie-Louise de Ratte, xuất thân trong một gia đình quý tộc Montpellier và là chị gái của nhà toán học và thiên văn học Étienne-Hyacinthe de Ratte.
Lần đầu tiên ông quan tâm đến thiên văn học vào năm 8 tuổi thông qua việc đọc quyển sách Description de l'Univers của Alain Manesson Mallet. Dưới sự hướng dẫn của cha mình, ông đã sớm biểu hiện thiên hướng khoa học, dù trên thực tế ông không bao giờ được đào tạo một cách chính thức.
Mặc dù ông đã xuất bản hơn 130 bài báo về nhiều chủ đề khác nhau, gồm cả khí tượng học, hóa học, toán học, vật lý học, khảo cổ học và quang học, nhưng ông được biết đến nhiều với tư cách là một nhà thiên văn nghiệp dư. Ông là bạn lâu năm và là thông tín viên của Franz Xaver von Zach và Jérôme Lalande. Mặc dù từng được đề nghị làm giám đốc đài thiên văn Toulon vào năm 1797, nhưng ông đã từ chối vì thích ở lại Viviers, nơi ông đã trở thành một quan tòa hòa giải (Juge de paix) và nơi ông có một đài quan sát riêng từ năm 1786. Năm 1810, ông được đề nghị làm giám đốc đài thiên văn Marseille, nhưng một lần nữa ông lại từ chối.
Về chính trị, Flaugergues là người ủng hộ Cách mạng Pháp, nắm giữ một số chức vụ hành chính địa phương trong những năm 1790 bên cạnh vai trò là quan tòa. Ông là thành viên của Institut de France, Hội Hoàng gia Luân Đôn và Viện Hàn lâm Khoa học Phổ.
Trong những năm cuối đời, chính phủ Pháp thông báo trao tặng ông huân chương Legion d'honneur bậc Hiệp sĩ (Chevalier) và cố gắng lôi kéo ông đến Paris. Tuy nhiên, ông vẫn từ chối rời Ardeche, và nói rằng Paris sẽ "không bao giờ trao cho [ông] bầu trời tuyệt đẹp của Viviers".
Ông mất vài tháng sau Cách mạng Tháng Bảy 1830. Cho đến khi qua đời, ông vẫn khẳng định quan điểm cộng hòa của mình.

## Công tác khoa học
Ông đã phát hiện ra "Đại sao chổi năm 1811" (C / 1811 F1), được Napoleon chỉ định định danh là "sao chổi hoàng gia" (comète impériale). Ông cũng là đồng phát hiện một cách độc lập ra "Đại sao chổi năm 1807" (C / 1807 R1).
Ngoài thiên văn học, ông còn hoạt động trong lĩnh vực y học và khảo cổ học, nghiên cứu những căn bệnh do công nhân trong ngành len và tổ chức khai quật khảo cổ học tại Alba-la-Romaine.
Một miệng núi lửa trên sao Hỏa được đặt theo tên ông.

## Gia đình
Ông kết hôn với bà Marianne Rieu năm 1792 và có một con gái.